# Park miejski w Mławie
Park miejski im. Marszałka Józefa Piłsudskiego w Mławie – park miejski zlokalizowany w ścisłym centrum miasta w obrębie ulic Żeromskiego, Wyspiańskiego, Sienkiewicza i Reymonta. Park ma powierzchnię 3,8 ha, jest założony na planie prostokąta. Pełni funkcje wypoczynkowe i rekreacyjne, jak i teren, gdzie organizowane są uroczystości narodowo-patriotyczne oraz imprezy plenerowe.

## Historia

### Cerkiew
Pierwotnie teren obecnego parku przeznaczony był na plac targowy. Plac targowy przecinała ukośnie ulica Bagno, skręcająca w obecną ulicę Kościuszki. Władze carskie postanowiły wybudować w 1879 w tym miejscu cerkiew.
Cerkiew została wybudowana w miejscu obecnej fontanny z rzeźbą legendarnej Mławy. Obok niej wybudowano również dzwonnicę, do której dzwon o wadze 800 kilogramów ufundowany został przez oddział moskiewskich celników.
Na zapleczu znajdował się budynek mieszkalny dla księdza prawosławnego, zwany potocznie „popówką”. Zachodnia część placu została ogrodzona i przeznaczona na teren parafialny, w którym znajdował się ogród. Od strony wschodniej umieszczona została brama wjazdowa. 

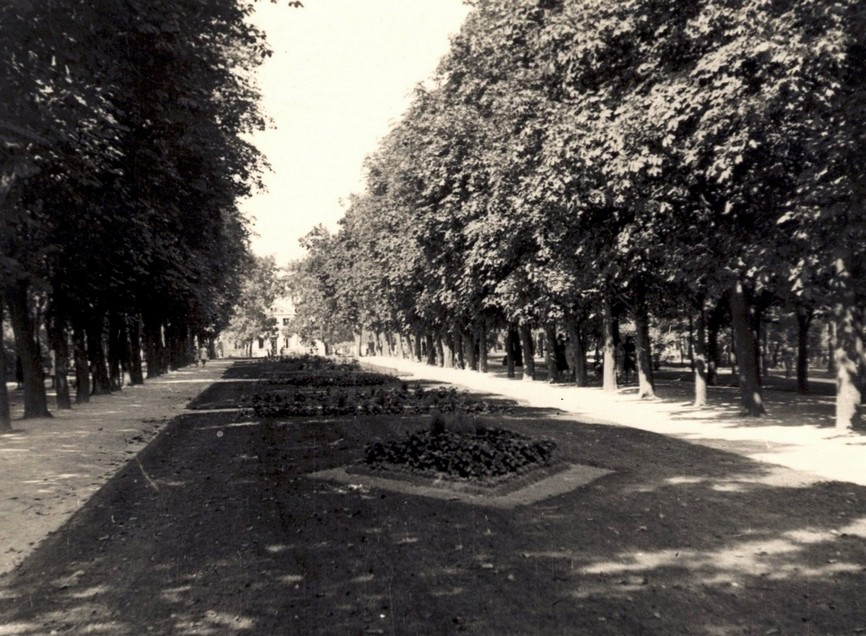
Aleja kasztanowa w parku miejskim w Mławie w okresie okupacji

Wybudowano również aleję wysadzaną podwójnymi rzędami kasztanów, będącą przedłużeniem ulicy Nowej. Przebudowana w 1872 roku łączyła rynek miejski, tworząc perspektywę komunikacyjną z widokiem na cerkiew.

### Ogród spacerowy
Po obu stronach pozostały puste place. Teren po lewej stronie od alei został w 1897 roku przeznaczony na ogród spacerowy. Ogród miejski powstał z inicjatywy rosyjskiego naczelnika powiatu mławskiego – Gorodeckiego.

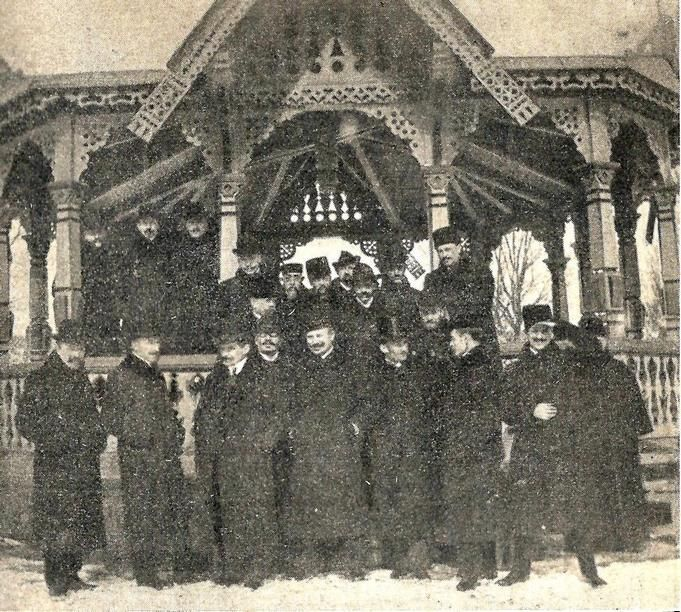
Chór w altanie w ogrodzie spacerowym - Mława 1907 r.

Do 1914 roku był to „salon Mławy” (nazwa przetrwała do 1939) nazwany ogrodem spacerowym, w późniejszych okresie też potocznie nazywano go parkiem. Na jego terenie odbywały się loterie fantowe i inne zabawy. Z ogrodu do 1914 roku nie mogli korzystać mławscy Żydzi. Z tego okresu zachowały się niektóre drzewa, jak: klon palmowy, jesiony, klony srebrne i rubinie.
W okresie pierwszej okupacji niemieckiej (1915–1918) park został powiększony. W jego składzie znalazł się teren po prawej stronie od alei kasztanowej, na którym znajdował się Nowy Rynek – niezabrukowany plac, na którym miał miejsce handel różnymi towarami i postój dorożek. Władze okupacyjne zdecydowały o likwidacji alei do cerkwi, na której założono kwietniki. W ten sposób likwidowano dostęp do budynku cerkiewnego. Po tych zmianach park nabrał kształtu prostokąta.

### Po 1918

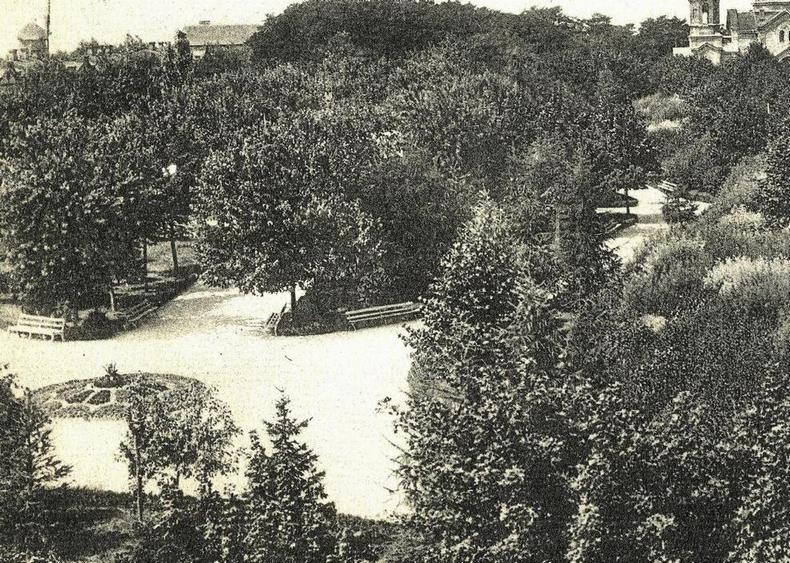
Ogród spacerowy w Mławie z klombem

Po odzyskaniu niepodległości w 1918 roku władze miasta dokonały zmian w kształcie architektonicznym parku. W 1926 rozebrano cerkiew, a teren pocerkiewny został włączony do parku. W miejscu gdzie znajdował się budynek cerkwi utworzono klomb w kształcie równoramiennego krzyża. Według legendy taka forma klombu została uzgodniona z księdzem prawosławnym. 
Najbliższe otoczenie krzyża zostało powiązane z istniejącym ogrodem spacerowym. Po II wojnie światowej w środku klombu wybudowano fontannę. Pozostał budynek księdza prawosławnego zwany potocznie „popówką”, w którym w okresie międzywojennym mieścił się sąd grodzki. 

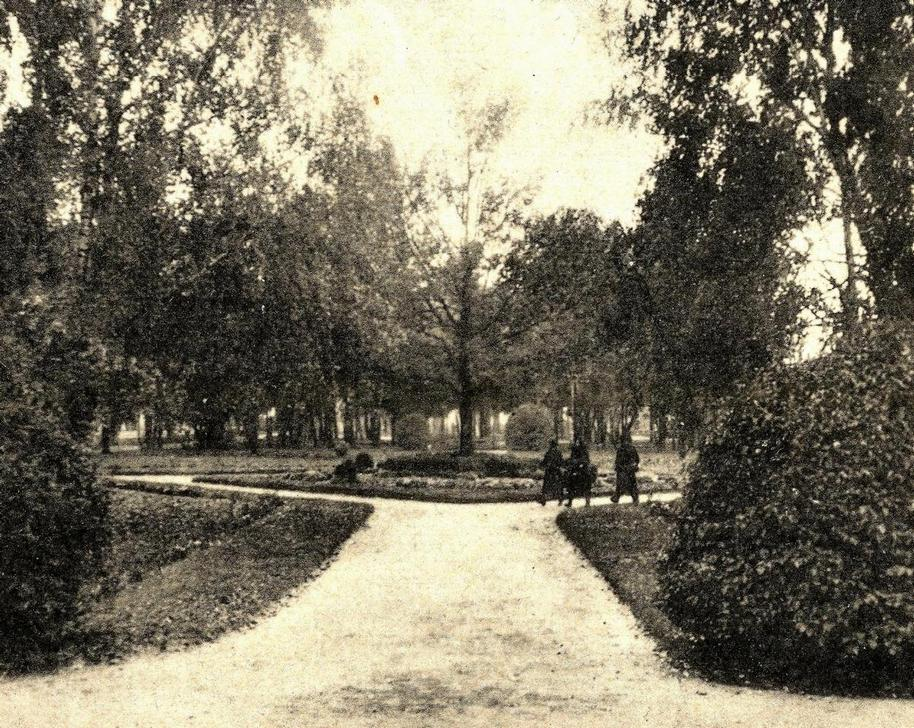
3.05.1919 w centralnym punkcie nowej części ogrodu spacerowego posadzono "Dąb Wolności"

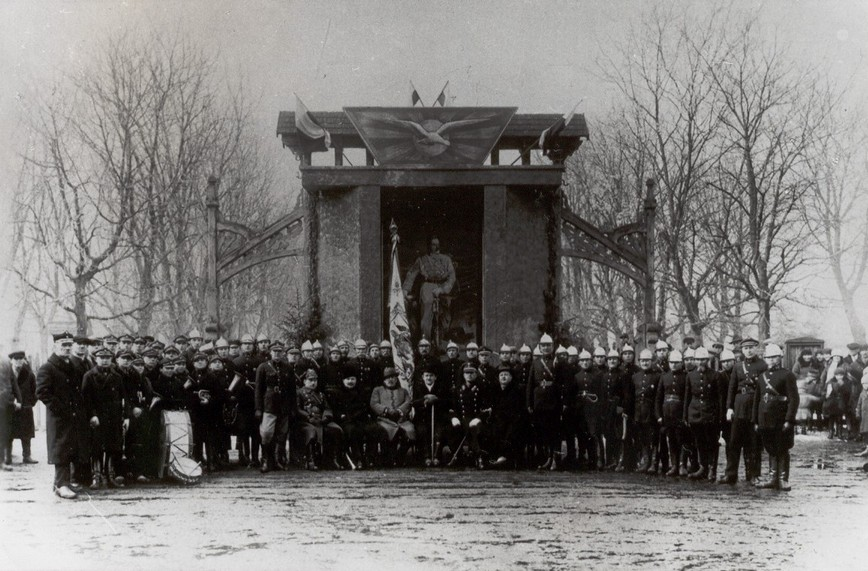
Portret Józefa Piłsudskiego w wejściu do mławskiego parku od ul. 3-go Maja

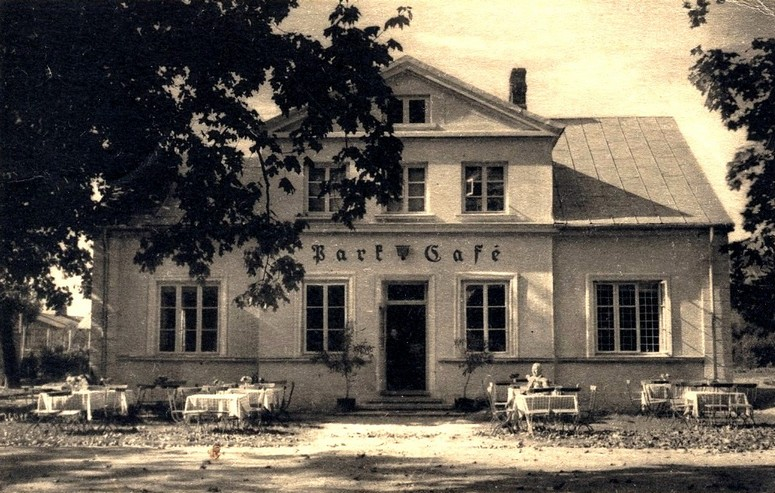
W okresie okupacji Niemcy urządzili w domu parafialnym kawiarnię „Park Cafe”

W parku znajduje się posadzony 3 maja 1919 roku (lub 1924) „Dąb Wolności” – symbol odrodzonej Polski, po II wojnie światowej przemianowany na „Dąb Niepodległości”.
Znajdowały się tu też 4 stare brzozy, w miejscu których bolszewicy okupujący przez 10 dni Mławę w 1920 roku, pochowali swoich oficerów poległych w czasie zdobywania miasta. Po zakończeniu 10 dniowego pobytu bolszewików w mieście, ciała poległych zostały ekshumowane i pochowane na cmentarzu prawosławnym. 
W 1930 r. włączono w obręb parku pozostały fragment lewej strony. W ten sposób obszar ogrodu powiększył się do granic, które obecnie zajmuje, wypierając całkowicie plac zwany Nowym Rynkiem. 
W latach trzydziestych park został częściowo oświetlony, a przed wybuchem II wojny światowej przy głównej bramie zainstalowany został odbiornik radiowy. W 1935 r. u zbiegu ulic Sienkiewicza i Wyspiańskiego wybudowano kort tenisowy istniejący do dziś. 

### Po II wojnie światowej
Po II wojnie światowej, na polecenie sowieckiego komendanta miasta – majora Czerkasowa środkowa część parku, dawna aleja cerkiewna, została przeznaczona na miejsce pochówku 32 oficerów sowieckich i kilku kobiet służących w wojsku. Obelisk został odsłonięty 1 maja 1945 roku. Przetrwał do 1990 roku, kiedy to decyzją Rady Miasta z 28 września został usunięty.
W 1950 r. pośrodku pamiątkowego krzyża równoramiennego wybudowano fontannę.

## Patron
W tym miejscu 8 listopada 1998 r. odsłonięto pomnik Józefa Piłsudskiego, patron parku od 1935 roku. Po II wojnie światowej park nazwany został imieniem Józefa Stalina. Od 1956 roku został przemianowany na „Dąbrowszczaków”. Obecnie od 2017 roku nosi imię Józefa Piłsudskiego.

## Stan obecny
Park został wpisany do rejestru zabytków w dniu 22 stycznia 1997 r..
Park stanowi największy otwarty teren rekreacyjny w mieście, o łącznej powierzchni około 3,8 ha. 
Aleja Kasztanowcowa łączy położone od ul. Żeromskiego wejście z częścią centralną parku. 
Nieopodal wejścia usytuowany jest Pomnik Marszałka Piłsudskiego (w równej linii z Dębem Niepodległości). Pomnik Marszałka wg projektu artysty Marka Zalewskiego, powstał w 1998 roku. Wykonany jest z brązu, posadowiony na granitowym cokole ozdobiony mosiężną inskrypcją. Otoczenie pomnika stanowi estetyczna, dwukolorowa nawierzchnia wykonana z betonowej kostki brukowej. 
Obecna w parku fontanna obrazuje legendarną Muławę. 
Po lewej stronie od wejścia usytuowano plac zabaw dla dzieci. Przy placu zabaw usytuowana została kawiarnio – lodziarnia. W północnej części parku usytuowany jest budynek gastronomiczny z tarasem widokowym na park. Na tyłach restauracji od strony parku umieszczona została estrada plenerowa. 